# Richard Fox (kanotist)
Richard Fox, född den 5 juni 1960 i Winsford, Australien, är en brittisk kanotist.
Han tog VM-guld i K-1 i slalom 1983 i Meran.
Han är far till Jessica Fox.